# Camp Spur
Il Camp Spur (in lingua inglese: Sperone Camp) è uno sperone roccioso antartico situato lungo la parete settentrionale della May Valley, nel Forrestal Range dei Monti Pensacola, in Antartide. 
Lo sperone è stato mappato dall'United States Geological Survey (USGS) sulla base di rilevazioni e foto aeree scattate dalla U.S. Navy nel periodo 1956-66.
La denominazione è stata assegnata dall'Advisory Committee on Antarctic Names (US-ACAN) in onore di Gary C. Camp, studioso di scienze dell'atmosfera presso la Stazione Ellsworth nell'inverno del 1957.